# 천안흥타령춤축제

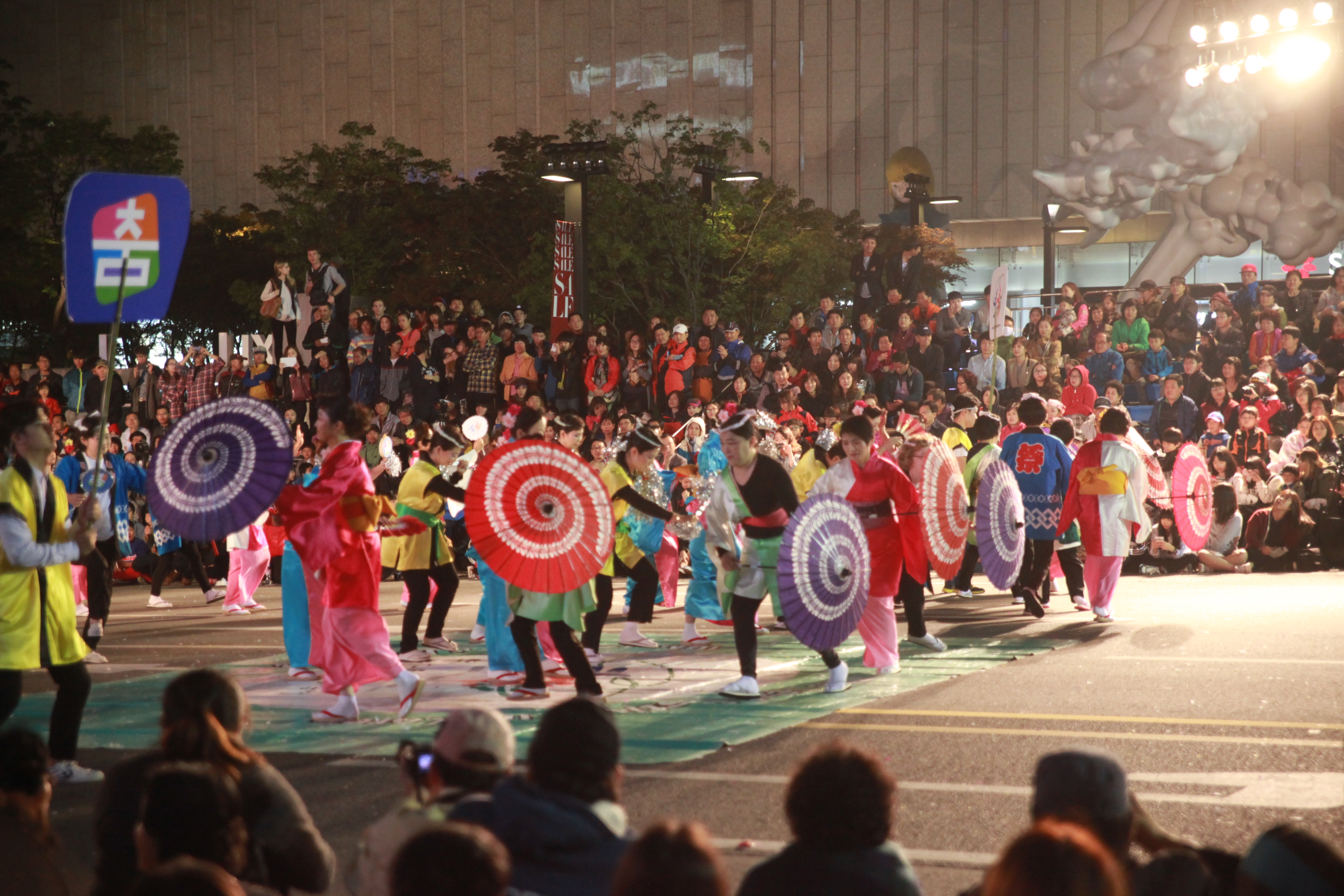
2014천안흥타령_거리페스티발

천안흥타령춤축제 (Cheonan World Dance Festival )는 대한민국 충청남도 천안시에서 설립한 천안문화재단의 주최로 가을에 개최되는 지역 축제이다. 천안흥타령춤축제는 천안삼거리공원에서 능소전, 외국인 전통혼례, 실버짱 콘테스트 등 다양한 행사가 행해진다.
천안삼거리 문화제가 2003년 천안흥타령축제로 이름이 바뀌면서 현재까지 개최되고 있다.
천안흥타령춤축제'가 한국문화예술위원회로부터 ‘2014년부터 2019년까지 지역대표공연예술제 지원 공모사업'에 연속 6년 선정되었다.
2019년까지는 삼거리공원에서 열렸으나 삼거리공원재정비사업과 주차문제로  2020년부터는 천안시청공원으로 옮겨 개최한다.

## 수상 내역
- 2019년 6년 연속 문화체육관광부로부터 ‘지역대표공연예술제’로 선정[4]

## 갤러리

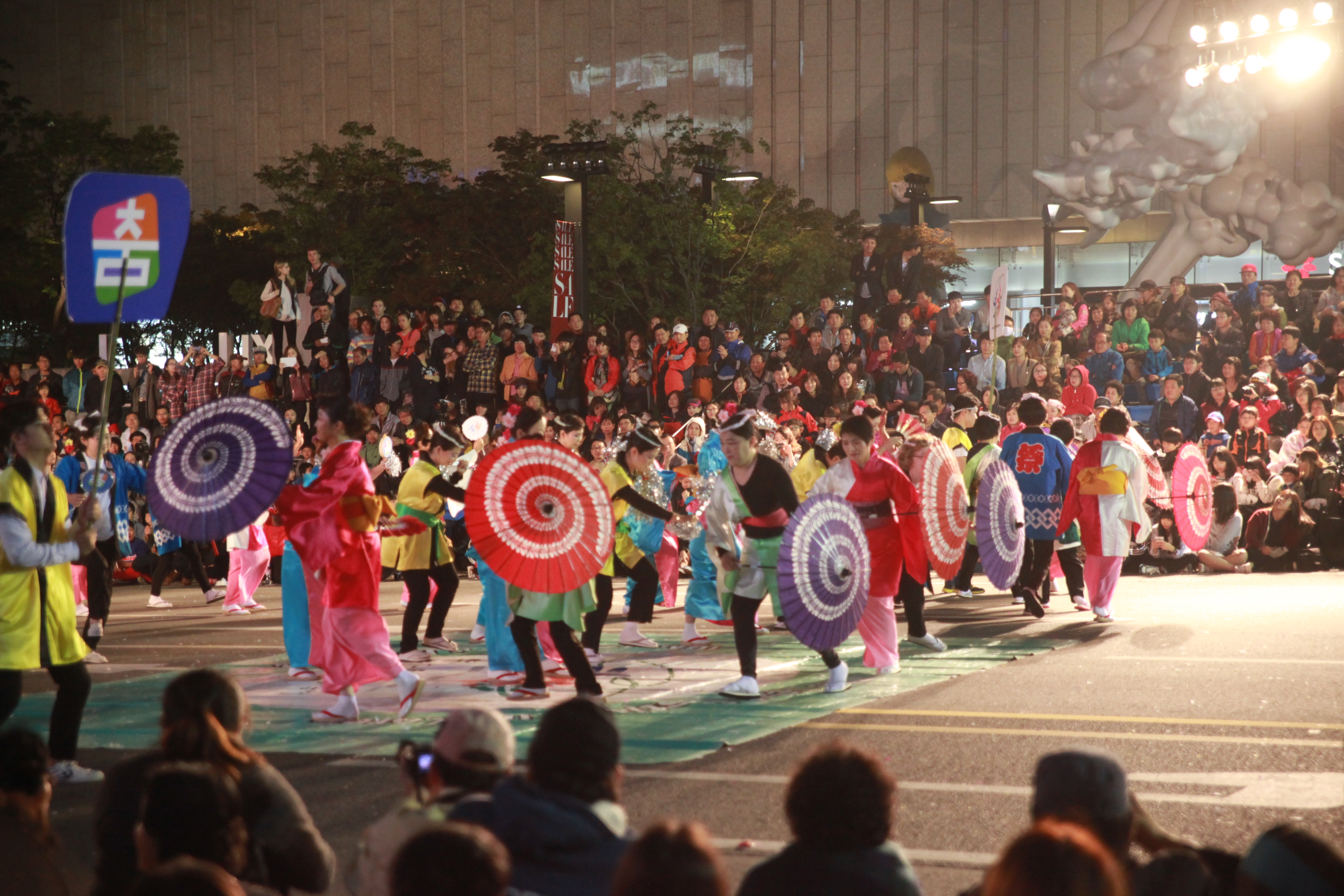
2014천안흥타령_거리페스티발